# Mercedes-EQ
Mercedes-EQ — подразделение немецкой компании Mercedes-Benz, а также одноимённая серия электромобилей данной торговой марки. Базируется на выпуске аккумуляторных электромобилей, продаваемых под маркой Mercedes-Benz. Аббревиатура EQ означает англ. Electric Intelligence («электрический разум»).
Первая модель была представлена на Парижском автосалоне в 2016 году вместе с концепт-каром Generation EQ. Mercedes-Benz намерен выпустить десять моделей EQ к 2022 году, три из которых будут иметь бренд Smart, что составит от 15% до 25% мировых продаж компании. Все усилия Mercedes-Benz по разработке и производству электромобилей будут направлены на семейство EQ.
Mercedes-Benz EQC — первый представитель линейки EQ — был представлен на специальном мероприятии в Стокгольме в 2018 году.
Стокилограммовые аккумуляторные блоки для электромобилей EQ производит компания Accumotive, являющаяся дочерней компанией Mercedes-Benz Group, в Каменце. Она применяет литий-ионные аккумуляторные ячейки, закупающиеся, в основном, у южнокорейских производителей. С 2021 года Mercedes-Benz работает над твёрдотельным аккумулятором.
У подразделения Mercedes-AMG тоже есть своя электромобильная программа. Mercedes-Benz SLS AMG Electric Drive с дверями типа «крыло чайки» выпускался в 2013 году мелкосерийно. Являясь полноприводным, он оснащён четырьмя электромоторами суммарной мощностью 552 кВт (751 л. с.) и разгоняется до 100 км/ч за 3,9 секунды.

## Модельный ряд
Линейка Mercedes-EQ предлагает данную гамму легковых автомобилей:
- Mercedes-Benz EQC — кроссовер
- Mercedes-Benz EQS — премиальный седан
- Mercedes-Benz EQB — кроссовер
- Mercedes-Benz EQE — седан
- Mercedes-Benz EQS SUV — люксовый кроссовер
- Mercedes-Benz EQE SUV — люксовый кроссовер
- Mercedes-Benz EQA — кросс-хэтч
- Mercedes-Benz EQT — субкомпактвэн
- Mercedes-Benz EQV — минивэн
- Mercedes-Benz EQG — внедорожник[11]

### Smart EQ
В марте 2018 года три полностью электрические модели Smart были переименованы, чтобы использовать бренд EQ: Smart EQ Fortwo, Smart EQ Fortwo Cabrio и Smart EQ Forfour.

### EQ hybrids
В дополнение к моделям EQ, бренд EQ будет расширен до названия EQ Boost, которое будет присвоено моделям Mercedes-Benz, использующим 48-вольтовую гибридную систему, в то время как третье поколение подключаемых гибридов, которое должно появиться в конце 2018 года, будет носить значки EQ Power. Новая система объединяет девятиступенчатый автомат с электродвигателем и сцеплением в одном блоке, обещая как значительно больший запас хода в электрическом режиме (до 49 км), так и немного более высокую максимальную скорость 140 км.

### EQ Silver Arrow Concept
EQ Silver Arrow был представлен на выставке IAA во Франкфурте в 2019 году как концепт футуристического электромобиля для гонок с предполагаемой максимальной скоростью более 400 км/ч. Он отличается уникальным дизайном кузова, напоминающим спортивные купе Mercedes 1950-х и 1960-х годов, и оснащён одним центральным сиденьем с передним козырьком для водителя. Он также оснащён светодиодной панелью на переднем крыле, которая отображает освещение движения.

### Vision EQXX
Mercedes-Benz планирует перейти на полностью электрический транспорт к 2030 году и вскоре представит концепт-кар, чтобы продемонстрировать своё лидерство и возможности в области технологий электромобилей. Их цель с EQXX — запас хода 1000 км (621 миль), и частично это достигается за счёт скользкого кузова с коэффициентом лобового сопротивления d = 0,17.
Автопроизводитель уже представил концепт, известный как Vision EQXX, а в ноябре его руководитель отдела исследований и разработок Маркус Шефер подтвердил через сообщение LinkedIn, что презентация состоится 3 января 2022 года. Автомобиль будет представлен на стенде автопроизводителя на выставке Consumer Electronics Show, которая стартует в Лас-Вегасе, штат Невада, 5 января.

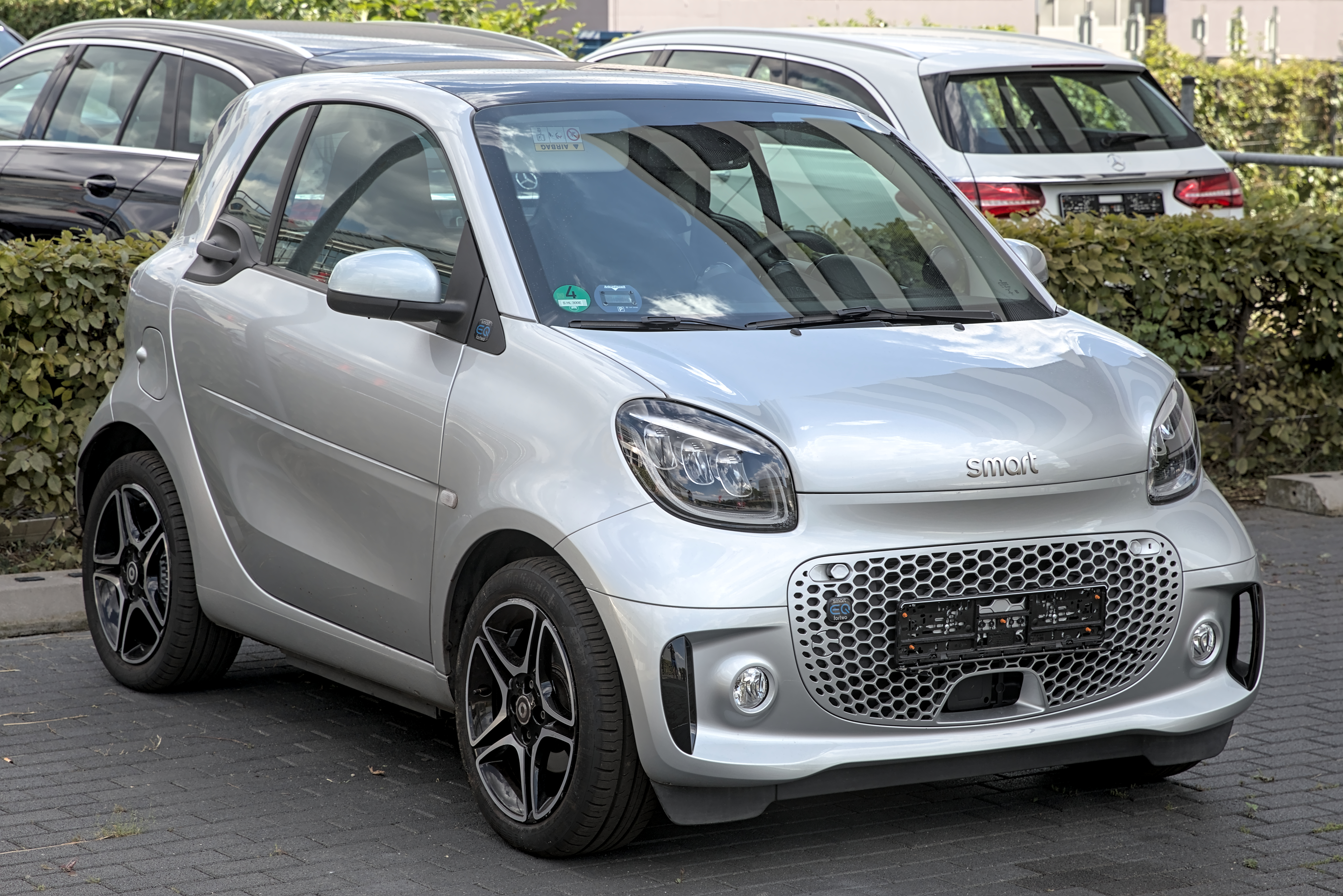
Smart EQ fortwo
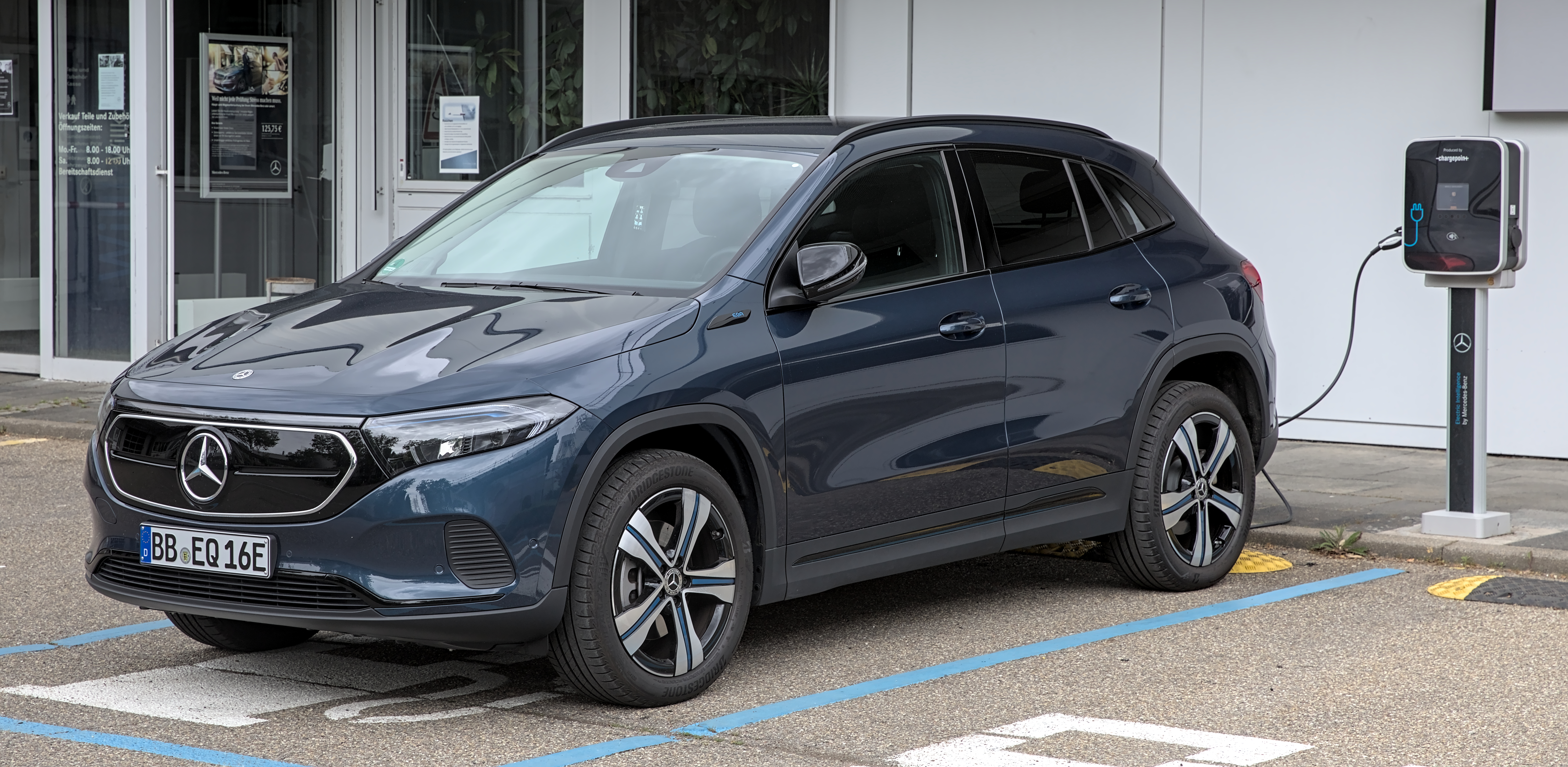
Mercedes-EQ EQA
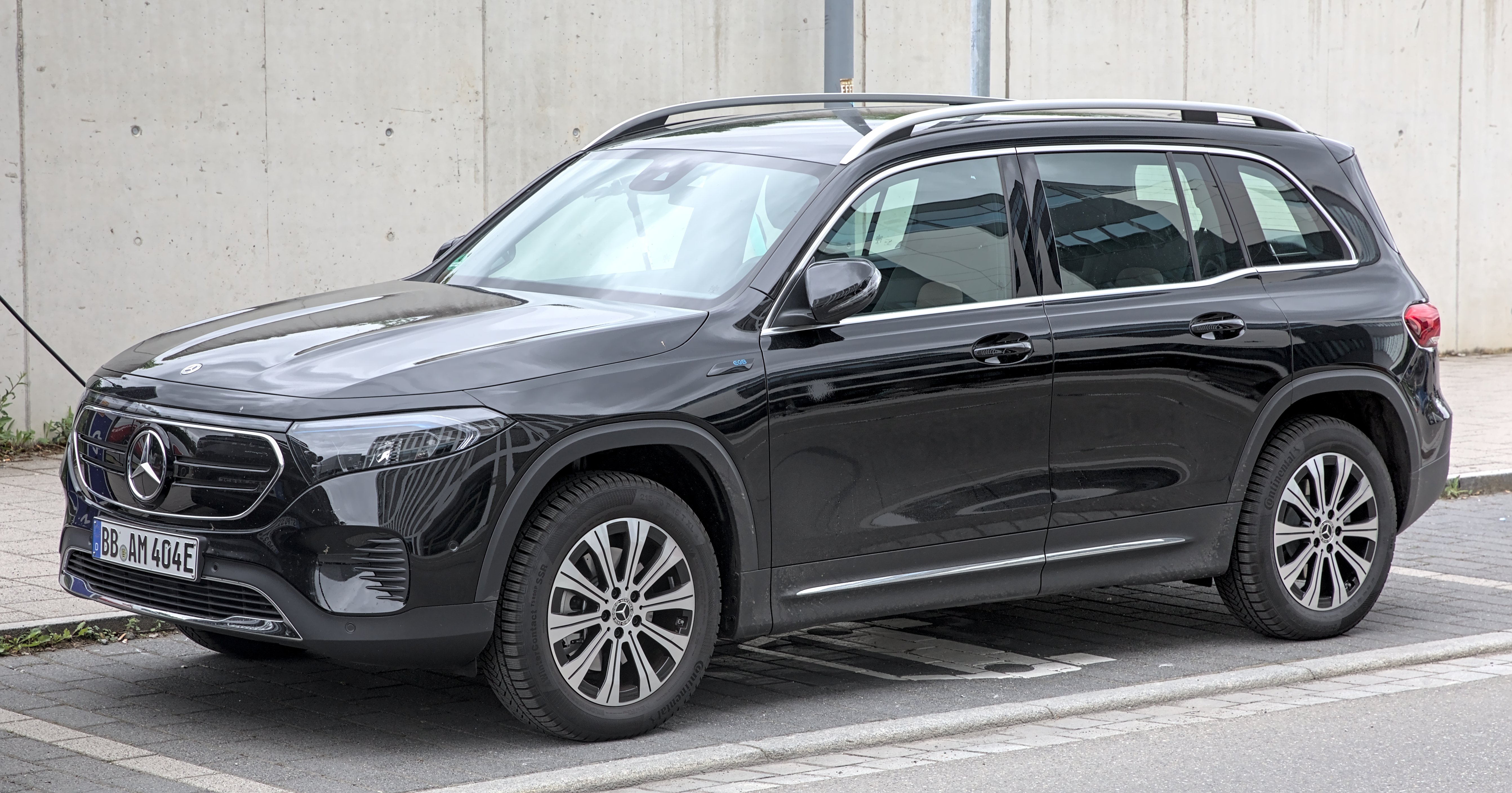
Mercedes-EQ EQB
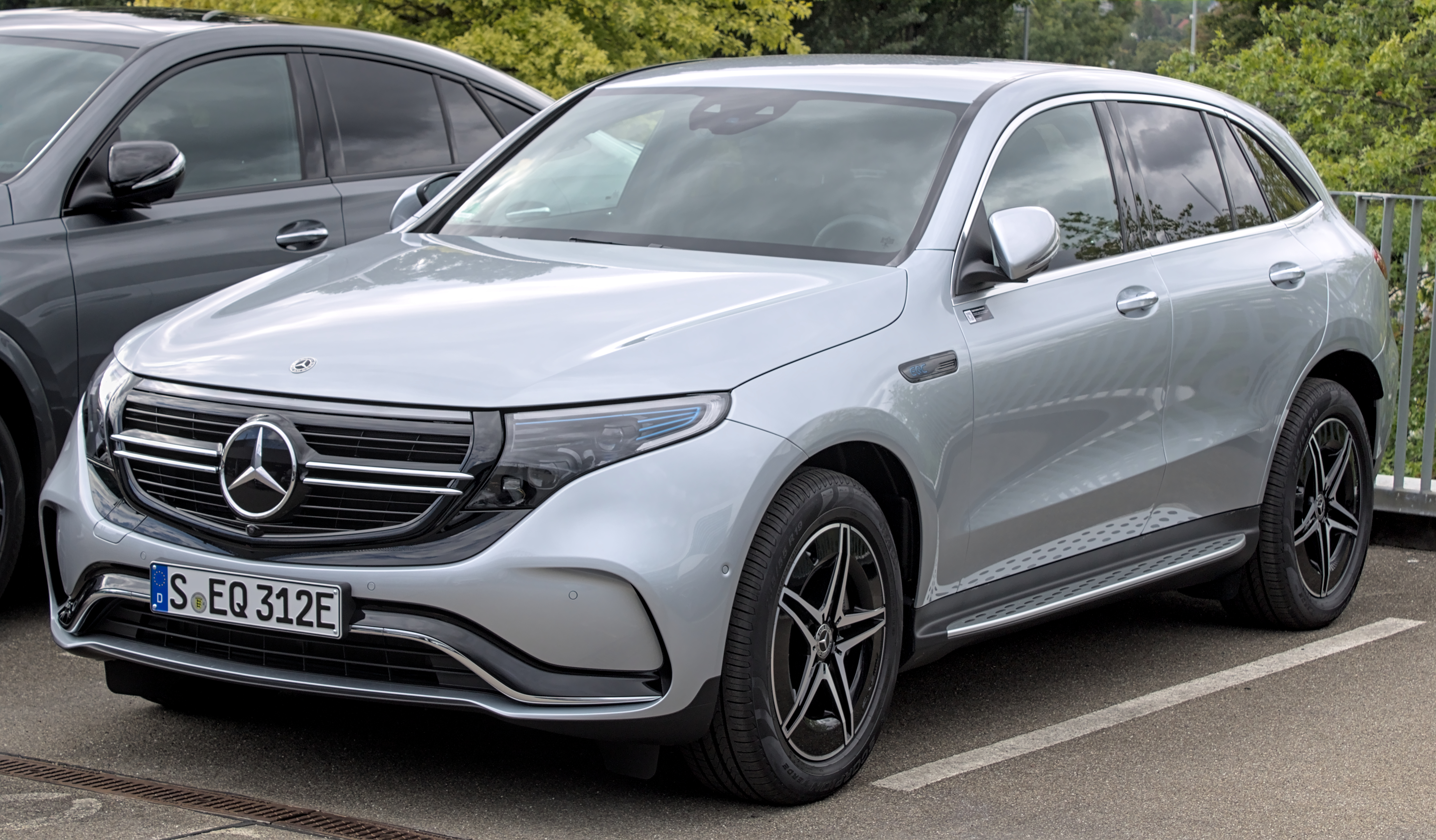
Mercedes-EQ EQC
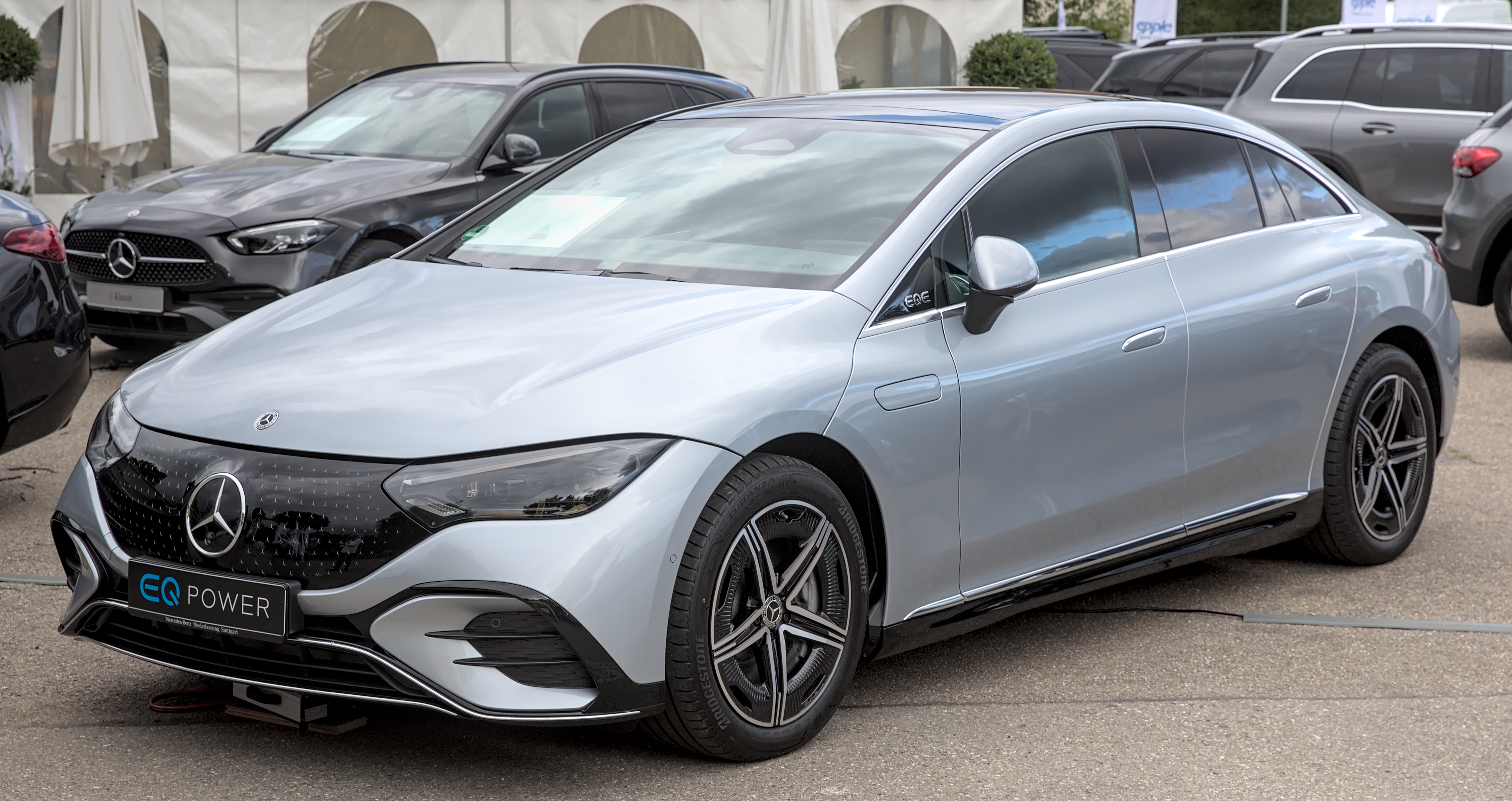
Mercedes-EQ EQE
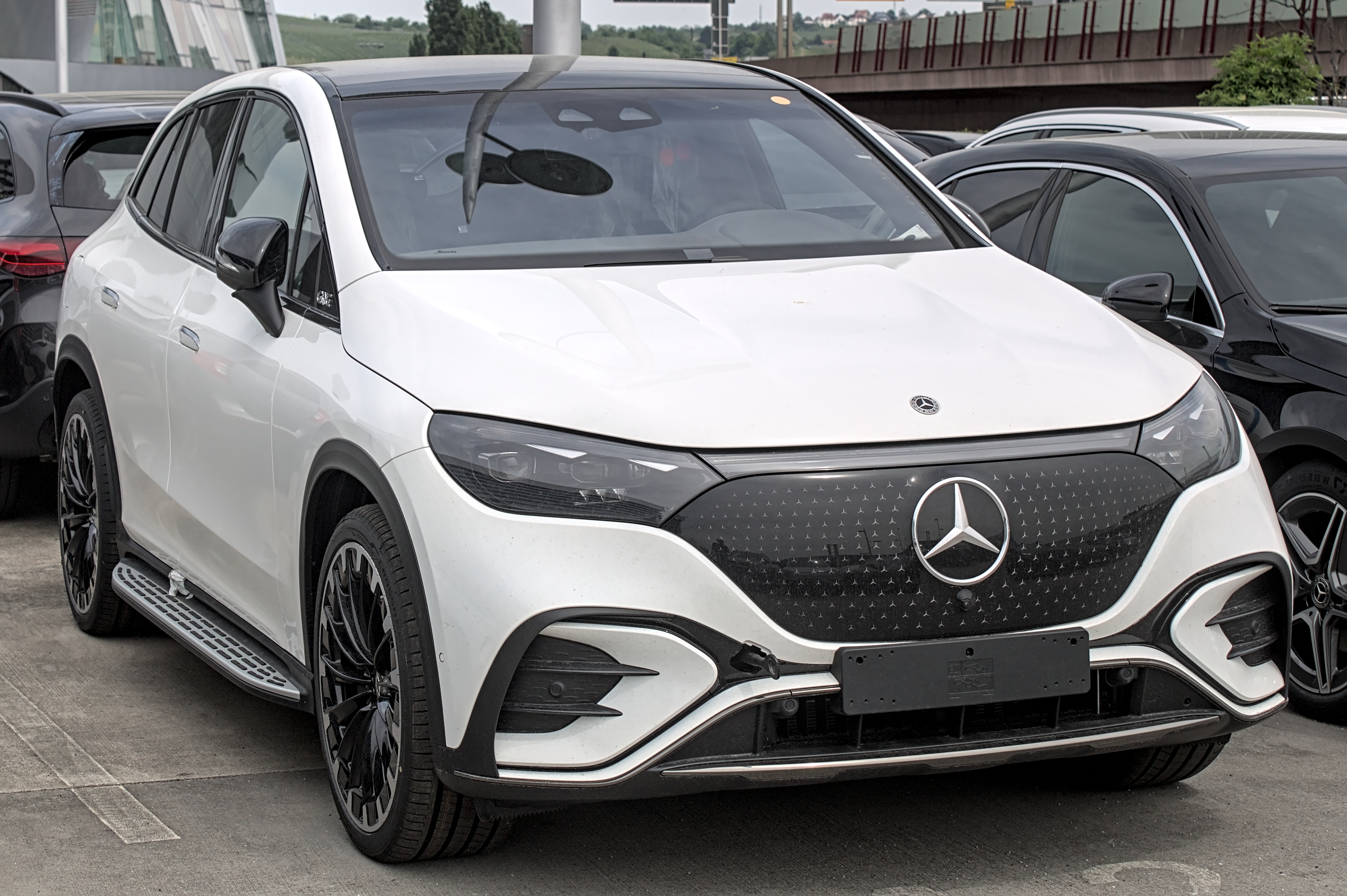
Mercedes-EQ EQE SUV
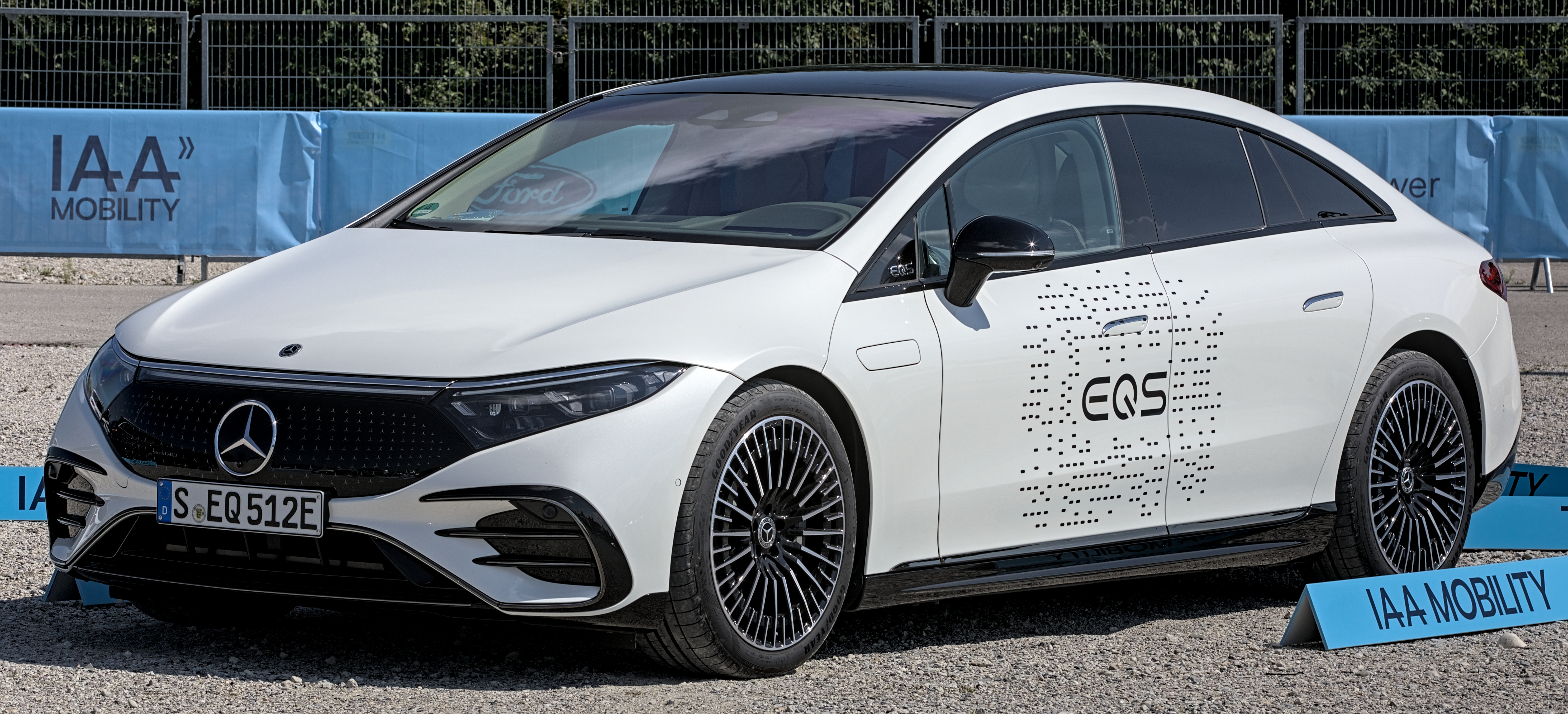
Mercedes-EQ EQS
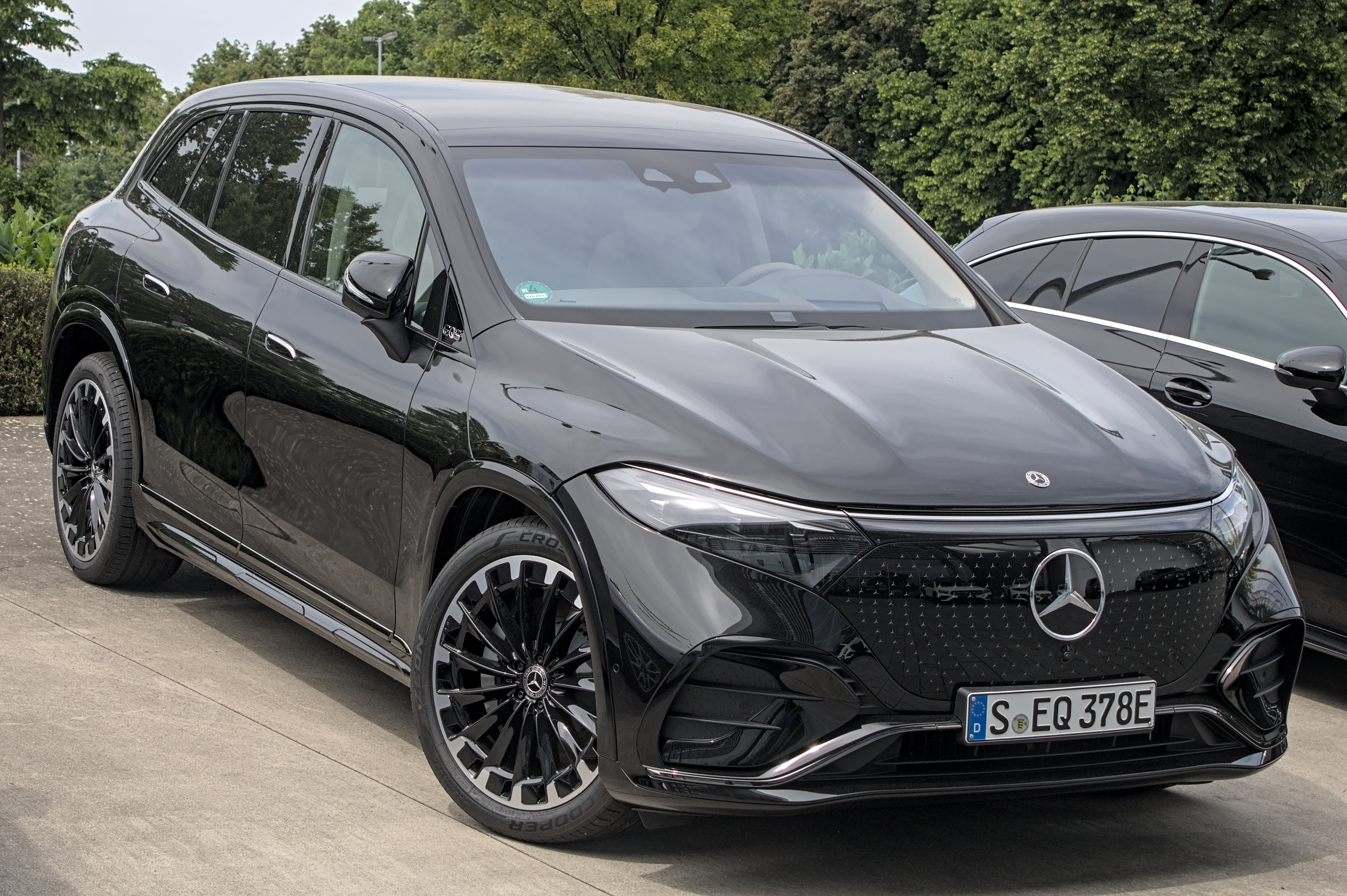
Mercedes-EQ EQS SUV
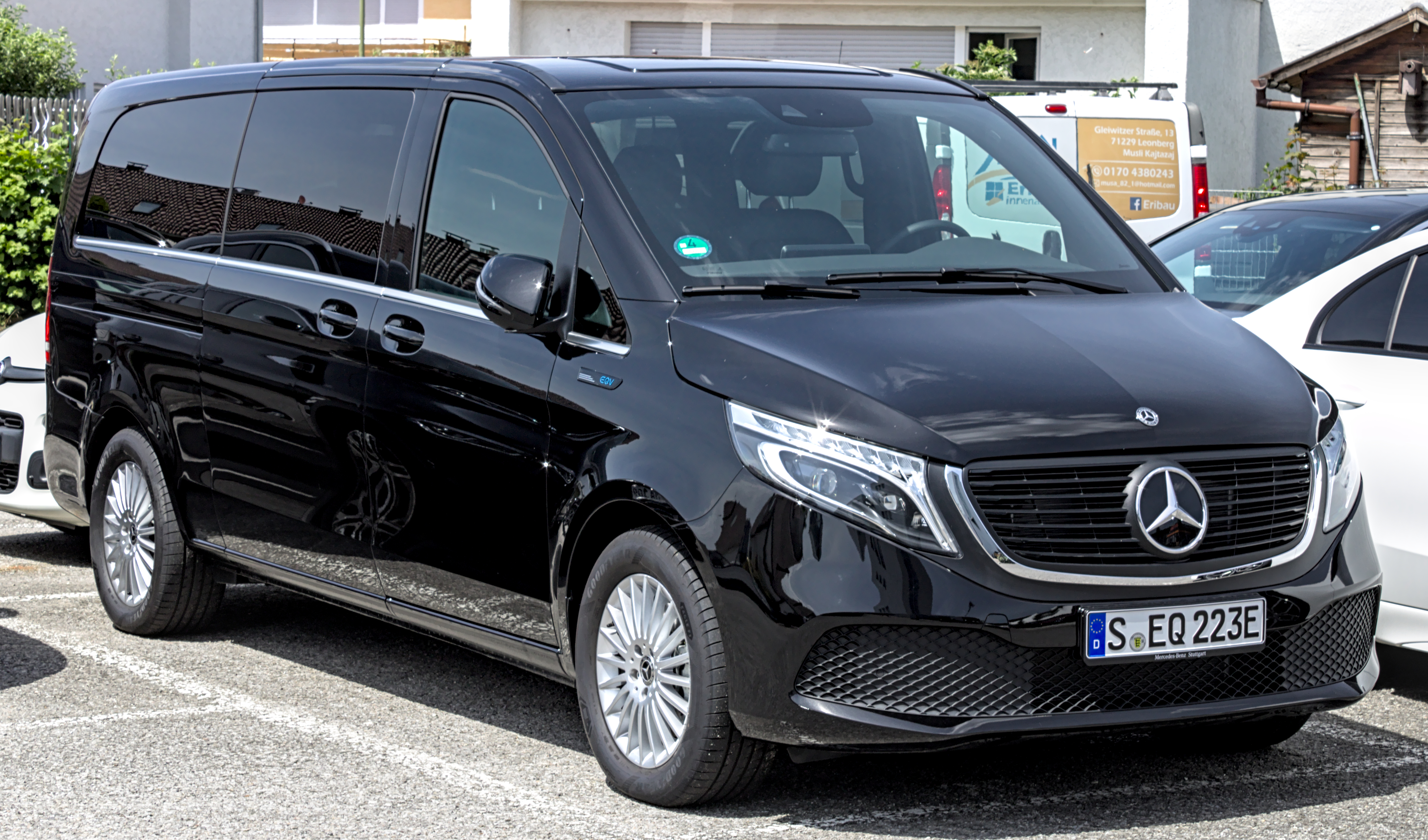
Mercedes-EQ EQV
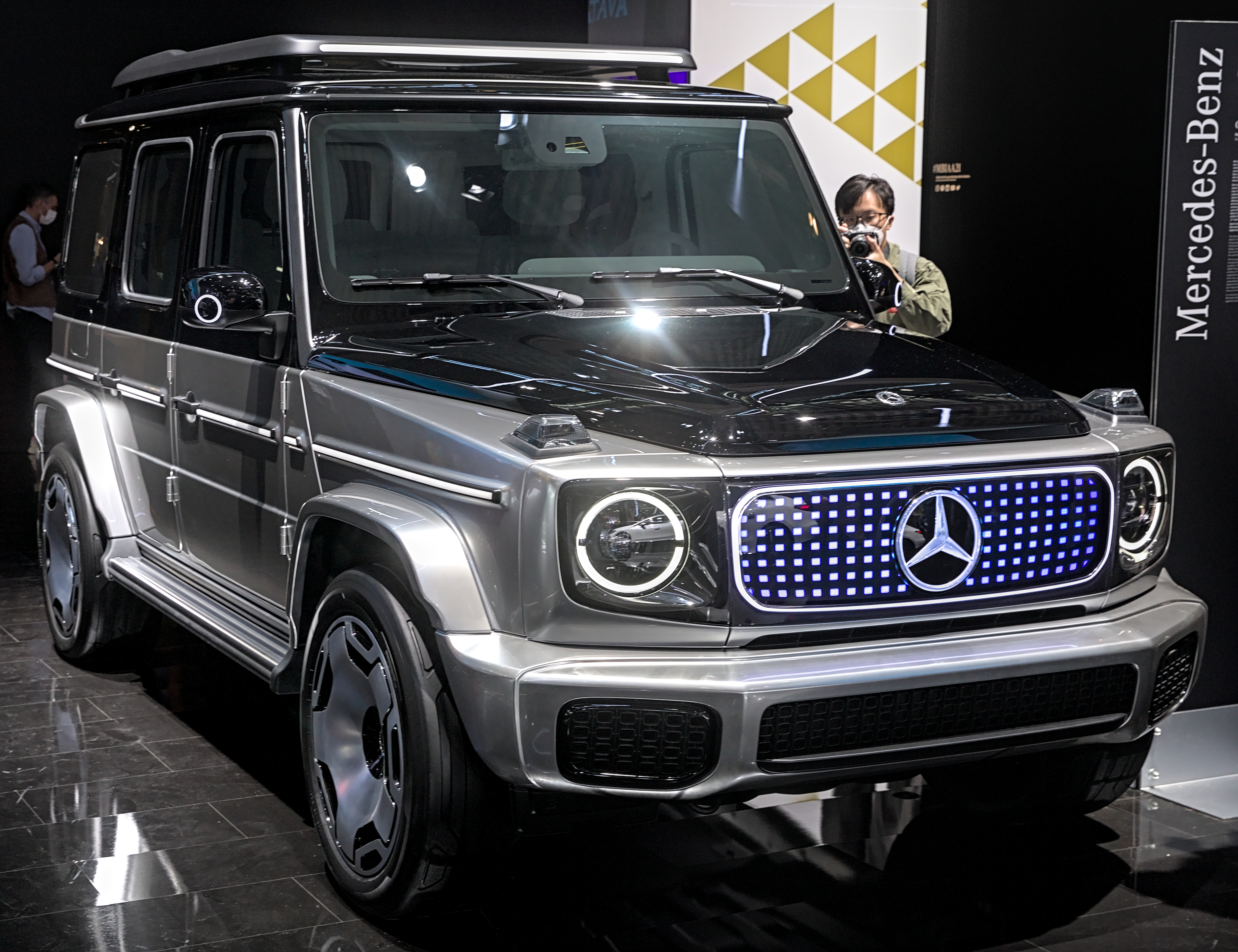
Mercedes-EQ EQG

## Mercedes-EQ в автоспорте
Начиная с 2019 года Mercedes-EQ начал принимать участие в гонках Formula E при поддержке Mercedes-AMG Petronas Motorsport под названием Mercedes-EQ Formula E Team.

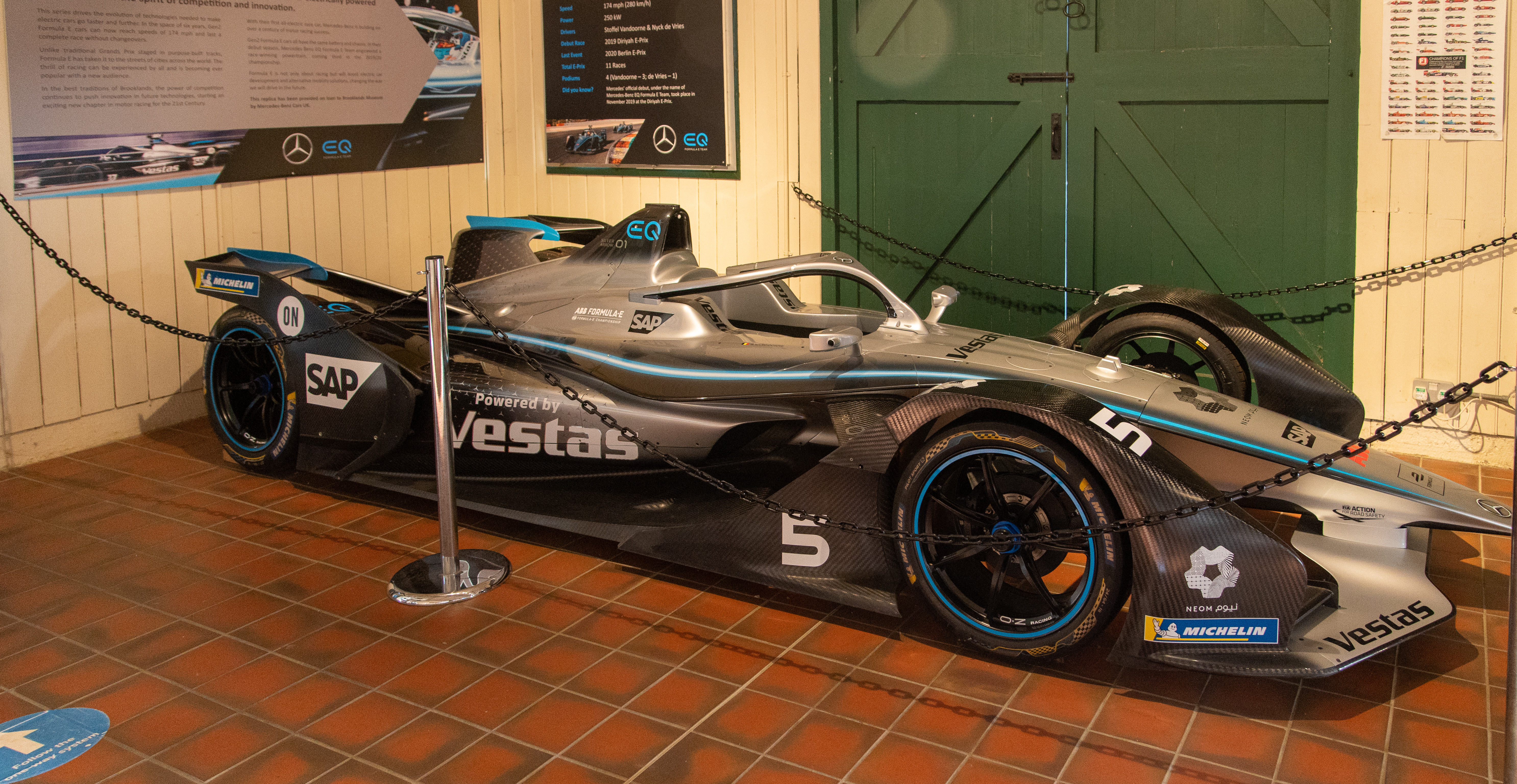
Mercedes-Benz EQ Silver Arrow (season 2019-20)

Официальный дебют Mercedes под названием Mercedes-Benz EQ Formula E Team состоялся в ноябре 2019 года на гонке Diriyah E-Prix, которая представляет собой соревнование с двумя победителями. В форме преемственности команда будет использовать основу, заложенную HWA, вместо того, чтобы полностью переделывать структуру команды.